# Zwettl an der Rodl
Zwettl an der Rodl  ist eine Marktgemeinde in Oberösterreich im Bezirk Urfahr-Umgebung im oberen Mühlviertel mit 1807 Einwohnern (Stand 1. Jänner 2025).

## Geografie
Zwettl an der Rodl  liegt auf 616 m Höhe im Mühlviertel an der Großen Rodl. Die Gemeinde gehörte bis 2012 zum Gerichtsbezirk Leonfelden und ist seit dem 1. Jänner 2013 Teil des Gerichtsbezirks Freistadt. Die Ausdehnung beträgt von Nord nach Süd 6,6 und von West nach Ost 5,5 Kilometer.  Die Gesamtfläche beträgt 15,36 Quadratkilometer.

### Gemeindegliederung
Das Gemeindegebiet umfasst folgende Ortschaften (in Klammern Einwohnerzahl Stand 1. Jänner 2025):
- Innernschlag (220)
- Langzwettl (223)
- Lobenstein (17)
- Saumstraß (155)
- Schauerleithen (74)
- Schauerschlag (107)
- Straß (100)
- Zwettl an der Rodl (911)

Diese beinhalten teils noch mehrere Einzellagen. In Innernschlag liegt die aus einer Wochenendhaussiedlung entstandene Wohnsiedlung Schramlgut.
Die Gemeinde liegt im Gerichtsbezirk Freistadt.

### Nachbargemeinden
|                | Bad Leonfelden                              | Reichenau im Mühlkreis |
| Oberneukirchen | Kompassrose, die auf Nachbargemeinden zeigt | Sonnberg im Mühlkreis  |
|                | Eidenberg                                   | Kirchschlag bei Linz   |

## Geschichte
Ursprünglich im Ostteil des Herzogtums Bayern liegend, gehörte der Ort seit dem 12. Jahrhundert zum Herzogtum Österreich, seit 1490 zum Fürstentum Österreich ob der Enns.
Im Jahr 1264 wird der Ort erstmals urkundlich erwähnt, und zwar sowohl als Zwetlich als auch als Zvetlik, wobei sich der Name wie bei Zwettl in Niederösterreich vom slawischen Wort für Lichtung herleitet.
Während der Napoleonischen Kriege war der Ort mehrfach besetzt.
Nach dem Anschluss Österreichs an das Deutsche Reich am 13. März 1938 wurde Oberösterreich zum Gau Oberdonau. Nach 1945 erfolgte die Wiederherstellung Oberösterreichs.

### Einwohnerentwicklung
Das starke Bevölkerungswachstum in den Jahren 1981 bis 2001 erfolgte, da sowohl die Geburtenbilanz als auch die Wanderungsbilanz positiv waren. Von 2001 bis 2011 gab es eine starke Abwanderung, die die positive Geburtenbilanz aufhob.

## Kultur und Sehenswürdigkeiten

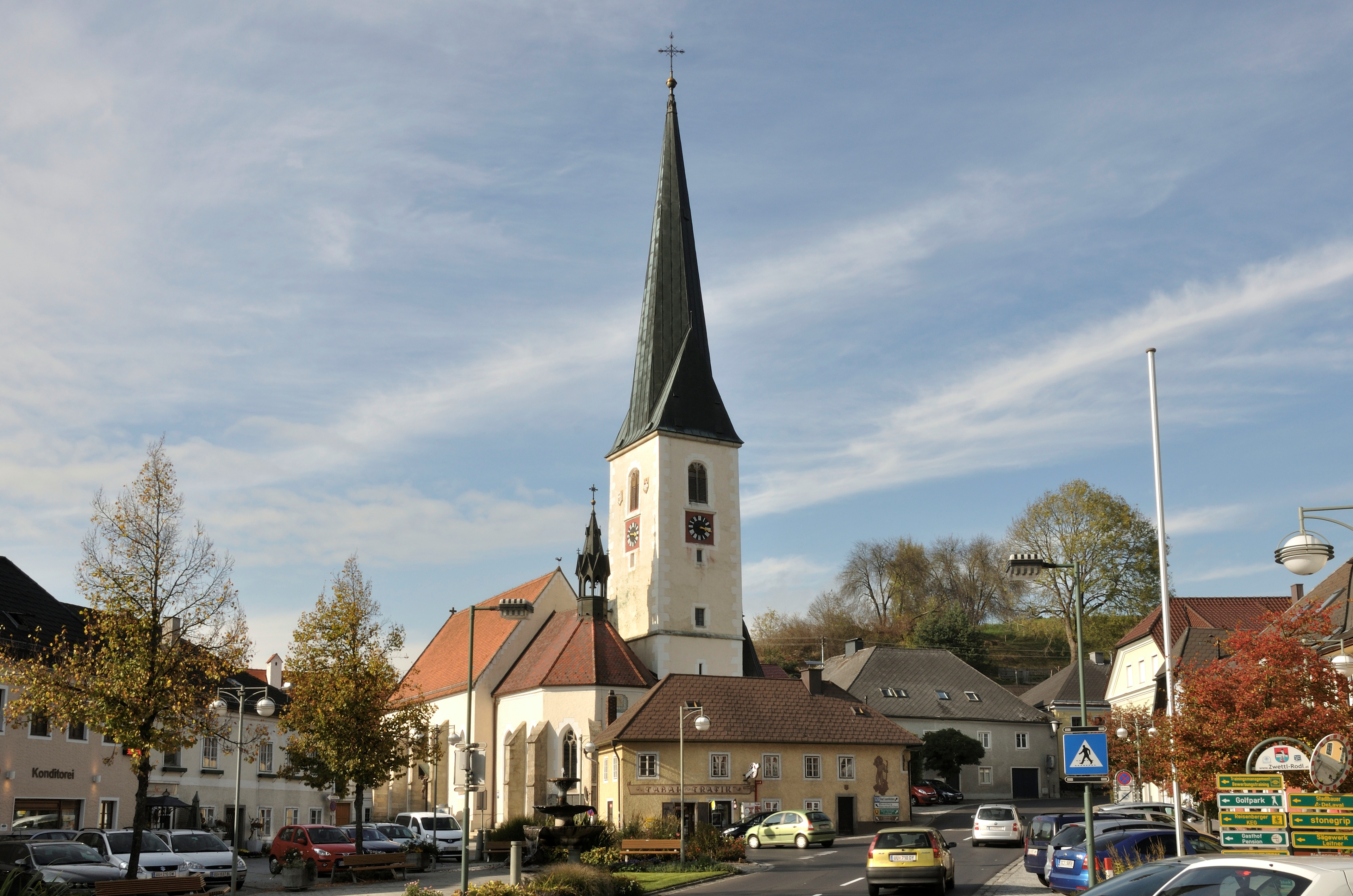
Pfarrkirche Zwettl an der Rodl

- Katholische Pfarrkirche Zwettl an der Rodl Mariä Himmelfahrt
- Färberhaus: 1544 urkundlich erwähnt, um 1620 ein Ledererhaus, 1789 bis 1870er Jahre eine Färberei. Das mächtige Haus mit drei aufwändig gestalteten Fassaden sticht aus der Bauflucht hervor.
- Steinbloß-Bauten in der Ortschaft Langzwettl

| Von den 1536 Hektar Gesamtfläche werden 1483 Hektar land- und forstwirtschaftlich genutzt. Im Jahr 2010 gab es 73 Betriebe, davon waren 26 Vollerwerbsbauern. Von den 371 Arbeitsplätzen entfielen 50 auf die Landwirtschaft, 24 auf den Produktionssektor und 297 auf Dienstleistungen. Von diesen waren die Bereiche Verkehr (101), Handel (56), soziale und öffentliche Dienste (48) und freiberufliche Dienstleistungen (35 Mitarbeiter) die wichtigsten. Im Jahr 2011 lebten 892 Erwerbstätige in Zwettl an der Rodl. Davon arbeiteten 206 in der Gemeinde, 686 pendelten aus. | Die zur Anzeige dieser Grafik verwendete Erweiterung wurde dauerhaft deaktiviert. Wir arbeiten aktuell daran, diese und weitere betroffene Grafiken auf ein neues Format umzustellen. (Mehr dazu) |

### Verkehr
- Öffentlicher Verkehr: Es gibt stündliche Autobusverbindungen nach Linz und nach Bad Leonfelden.[7]
- Straße: Die wichtigste Straßenverbindung ist die Leonfeldener Straße B126.

## Politik

### Gemeinderat
Der Gemeinderat hat 19 Mitglieder.
- Mit den Gemeinderats- und Bürgermeisterwahlen in Oberösterreich 2003 hatte der Gemeinderat folgende Verteilung: 13 ÖVP, 5 SPÖ und 1 FPÖ.
- Mit den Gemeinderats- und Bürgermeisterwahlen in Oberösterreich 2009 hatte der Gemeinderat folgende Verteilung: 13 ÖVP, 5 SPÖ und 1 FPÖ.
- Mit den Gemeinderats- und Bürgermeisterwahlen in Oberösterreich 2015 hatte der Gemeinderat folgende Verteilung: 9 ÖVP, 4 SPÖ, 4 GRÜNE und 2 FPÖ.
- Mit den Gemeinderats- und Bürgermeisterwahlen in Oberösterreich 2021 hat der Gemeinderat folgende Verteilung: 10 ÖVP, 4 SPÖ, 4 GRÜNE und 1 FPÖ.[8]

### Bürgermeister
Bürgermeister seit 1850 waren:
- 22.08.1850 – 01.01.1853 Alois Haiböck, ÖVP
- 01.01.1853 – 26.04.1861 Anton Penn, ÖVP
- 26.04.1861 – 01.01.1866 Ferdinand Baumann, ÖVP
- 01.01.1866 – 10.12.1867 Anton (1) Schwarz, ÖVP
- 10.12.1867 – 01.08.1870 Michael Breiteneichinger, ÖVP
- 01.08.1870 – 10.07.1897 Josef (1) Penn, ÖVP; Besitzer des Schlosses Gneisenau
- 01.08.1897 – 04.02.1919 Anton (2) Schwarz, ÖVP; NLAbg. für die Bez. Leonfelden, Freistadt, Unterweißenbach und Pregarten ab 03.05.1909
- 04.02.1919 – 08.05.1924 Josef (2) Penn, ÖVP
- 08.05.1924 – 23.02.1938 Anton Hinterhölzl, ÖVP
- 23.03.1938 – 25.11.1945 Josef Braunschmid, NSDAP
- 25.11.1945 – 18.06.1965 Josef Birngruber, ÖVP
- 18.06.1965 – 22.10.1967 Josef Hinterhölzl, ÖVP
- 22.10.1967 – 06.10.1991 Alois Walchshofer, ÖVP
- 06.10.1991 – 04.04.2014 Arnold Weixelbaumer, ÖVP; 1996–2015 Landtagsabgeordneter
- seit 4.4.2014 Roland Maureder, ÖVP

### Gemeindepartnerschaften
- seit 2011 Veringenstadt in Baden-Württemberg (Deutschland).[10]

## Persönlichkeiten
- Hilarius Sigmund (1665–1734), Abt von Stift Wilhering 1709–1730
- Johann IV. B. Hinterhölzl (1698–1750), Abt von Stift Wilhering 1734–1750
- Johann V. B. Hinterhölzl (1732–1801), Abt von Stift Wilhering 1781–1801
- Johann B. Schober (1783–1850), Abt von Stift Wilhering 1832–1850
- Caspar Pamer (1849–1905), Gymnasialprofessor, Wissenschaftler[11]
- Anton Schwarz (1872–1946), Politiker (CSP)
- Franz Nimmervoll (1909–1992), Lehrer, Abgeordneter zum Landtag und Abgeordneter zum Nationalrat
- Dominik Nimmervoll (* 1939), Abt von Stift Wilhering 1977–1991
- Franz Peherstorfer (1950–2009), Mathematiker und Hochschullehrer an der Universität Linz
- Florian Danner (* 1983), Journalist und Fernsehmoderator, wuchs in Zwettl an der Rodl auf